# Acid selenic
Axit selenic là một hợp chất hóa học với công thức H2SeO4. Đây là một oxit axit của selen, cấu trúc chính xác hơn của nó được mô tả bằng công thức (HO)2SeO2. Nó là một hợp chất không màu. Mặc dù nó có ít ứng dụng, nhưng một trong những muối của nó, natri selenate được sử dụng trong sản xuất thủy tinh và thức ăn gia súc. 
Dạng monohydrat nóng chảy ở 26 °C, còn dạng dihydrat nóng chảy ở −51,7 °C.
Theo dự đoán của lý thuyết VSEPR, trung tâm của axit là selen và có dạng tứ diện, với độ dài liên kết Se-O là 161 pm. Trong trạng thái rắn, nó kết tinh ở dạng cấu trúc trực thoi.

## Tính chất hóa học
Axit selenic loãng có các tính chất như các axit thường khác:
- Tác dụng với kim loại giải phóng khí Hydro:

H2SeO4  +  Ca  →  CaSeO4  +  H2↑
- Tác dụng với base tạo thành muối và nước:

H2SeO4  +  2RbOH → Rb2SeO4  +  2H2O
- Tác dụng với oxit base tạo thành muối và nước:

H2SeO4 + CuO → CuSeO4 + H2O
- Tác dụng với muối tạo thành axit mới và muối mới:

H2SeO4 + K2SO4 → K2SeO4 + H2SO4
Axít selenic đậm đặc có những tính chất hóa học riêng:
- Tác dụng với đồng:

Cu + 2H2SeO4 → CuSeO4 + 2H2O +  SeO2
Giống như axit sulfuric, axit selenic là một axit mạnh háo nước và cực kỳ dễ hòa tan trong nước. Các dung dịch đậm đặc thì có tính nhớt. Các dạng mono và dihydrat đã được biết đến.
Axit selenic là chất oxy hóa mạnh hơn axit sunfuric, có khả năng giải phóng chlor khỏi ion clorua , bị khử thành axit selenơ :
H
2SeO
4 + 2H+
 + 2Cl−
 → H
2SeO
3 + H
2O + Cl
2
Nó phân hủy ở nhiệt độ trên 200 °C, tạo thành axit selenơ  va giải phóng khí oxy:
2H
2SeO
4 → 2H
2SeO
3 + O
2
Axit selenic phản ứng với muối bari để kết tủa BaSeO
4 tương tự như BaSO
4. 
Ba2+
 + H
2SeO
4 →BaSeO
4 + 2H+

Nói chung, muối selenat rất giống muối sunfat, nhưng dễ tan hơn. Nhiều muối selenat có cấu trúc tinh thể giống như muối sunfat tương ứng.
Xử lý axit selenic bằng acid fluorosulfuric thu được selenoyl florua:
H
2SeO
4 + 2HSO
3F → SeO
2F
2 + 2H
2SO
4
Axit selenic đặc nóng phản ứng với vàng, tạo thành dung dịch vàng(III) selenat có màu vàng đỏ:
2Au + 6H
2SeO
4 → Au
2(SeO
4)
3 + 3SeO
3 + 3H
2O

## Sản xuất
Vì selen trioxit không bền nên không thể sản xuất axit selenic bằng cách hòa selen trioxit vào nước như cách sản xuất axit sulfuric mà phải oxy hóa các hợp chất selen ở trạng thái oxy hóa thấp hơn.
Phương pháp thường được sử dụng để sản xuất axit selenic hiện nay là oxy hóa selen dioxide trong dung dịch H2O2:
SeO
2 + H
2O
2 → H
2SeO
4
Để có được axít selenic khan ở dạng chất rắn kết tinh, người ta làm bốc hơi dung dịch axít selenic ở nhiệt độ dưới 140 °C (413 K; 284 °F) trong chân không.
Axít selenic cũng có thể tạo ra bởi các quá trình oxy hóa H2SeO3 với halogen, ví dụ như clo hoặc brom, hoặc với kali pemanganat. Tuy nhiên, bằng cách sử dụng clo hoặc brom làm tác nhân oxy hóa cũng đồng thời sản xuất ra axit clohydric hoặc axit bromhydric là các phụ phẩm cần loại bỏ, do chúng có thể khử axit selenic thành axit selenơ.
Ngoài các cách trên còn có một phương pháp nữa, đó là oxy hóa selen nguyên tố bằng dung dịch clo:
Se + 3Cl
2 + 4H
2O → H
2SeO
4 + 6HCl

## An toàn
Axít selenic mạnh hơn axit sulfuric nên khi rơi vào da sẽ làm bỏng, thậm chí đi sâu vào tác dụng với xương, tủy, gây hậu quả nghiêm trọng.
Giống như các hợp chất của selen, axit selenic có độc tính cao, vì vậy cần phải hết sức cẩn thận khi làm việc với hóa chất này.
Do có tính háo nước nên tuyệt đối không pha loãng bằng cách đổ nước vào axit, nếu làm vậy nước sẽ sôi lên và mang theo axit bắn ra xung quanh.